# ノルベルト・ランメルト

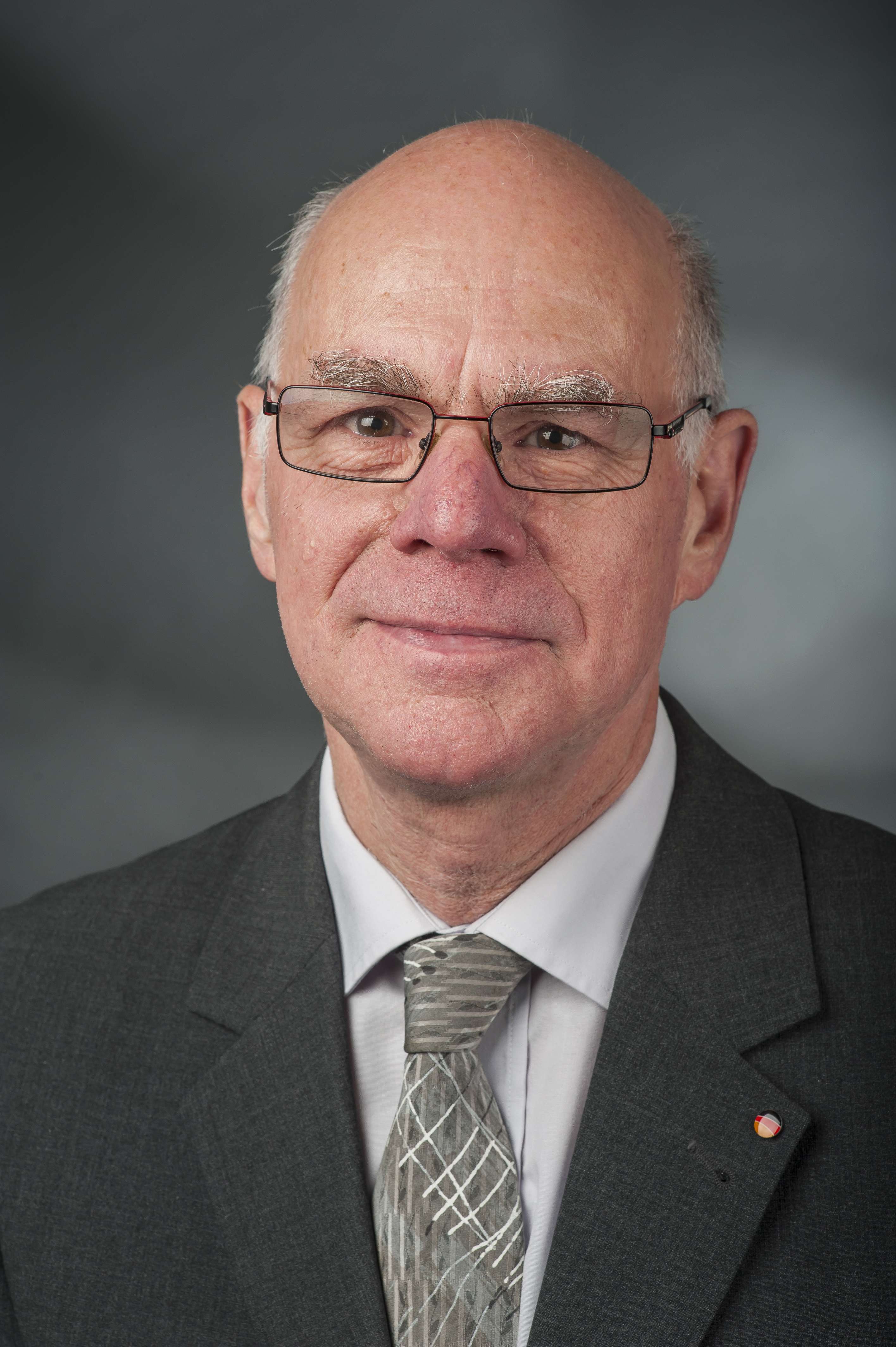
ノルベルト・ランメルト

ノルベルト・ランメルト（ラムメルト、Norbert Lammert、1948年11月16日 - ）は、ドイツの政治家。ノルトライン＝ヴェストファーレン州ボーフム出身。キリスト教民主同盟（CDU）所属。2005年から2017年までドイツ連邦議会議長を務めた。
1980年から連続してドイツ連邦議会議員を務め、2002年から2005年まで同副議長、2005年から2017年まで同議長を務めた。またヘルムート・コール政権下では1989年から1994年まで教育・科学政務次官、1994年から1998年まで経済政務次官を務めた。2017年ドイツ連邦議会選挙に出馬せず、政界を引退した。